# Anatole France (schrijver)
Anatole France, pseudoniem van Jacques Anatole François Thibault (Parijs, 16 april 1844 – Tours, 12 oktober 1924) was een Franse schrijver. In 1921 won hij de Nobelprijs voor Literatuur.

## Leven
Anatole France was de zoon van François-Noel Thibault, een boekhandelaar. Zijn vaders boekwinkel heette Librairie de France; van deze naam heeft Anatole France zijn pseudoniem afgeleid.
Anatole France studeerde aan het Collège Stanislaus. Na zijn afstuderen hielp hij zijn vader in de boekwinkel. Na enkele jaren werd hij lector bij Bacheline-Deflorenne en bij Lemerre, en in 1876 werd hij bibliothecaris bij de Franse senaat. In 1896 werd France verkozen tot lid van de Académie française.
Voor zijn vorming als schrijver zijn vooral belangrijk geweest zijn ervaringen en herinneringen, zijn zinnelijke aard, zijn compassie voor de medemens, een sterk gevoel voor onafhankelijkheid en de theorieën van Darwin en Renan. Veel heeft hij te danken gehad aan Madame Arman de Caillavet, met wie hij een liaison had, die meer dan twintig jaar duurde. Niet alleen zijn succes in de wereld, maar ook zijn academische carrière. Hij had altijd iemand naast zich nodig, die hem tot werken aanzette. Hij werd een van de mascottes van de Derde Republiek en werd door buitenlanders gezien als het volmaakte type van de gemiddelde Fransman.
Bij de toekenning van de Nobelprijs voor Literatuur in 1921 gaf de jury daar de volgende reden voor:
"Als erkenning voor zijn briljante literaire verwezenlijkingen, die gekenmerkt zijn door nobele stijl, een diepgewortelde menselijke sympathie en een echt Gallisch temperament."
In het jaar daarop werden zijn werken echter door de katholieke kerk op de Index librorum prohibitorum (lijst van verboden boeken) gezet, omdat hij een vrijdenker was in de trant van Voltaire en een afkeer had van ascese. Het zich ontzeggen van plezier vond hij juist een grote zonde.
Marcel Proust beschrijft in deel 4 van zijn "À la recherche du temps perdu"  hoe France, staand voor Vermeer's "Gezicht op Delft", getoond tijdens een tentoonstelling in Parijs, overlijdt. France was door vrienden aangeraden die tentoonstelling te gaan zien, en dan vooral te letten op "le petit pan jaune", het gele vlakje, dat wil zeggen, op het stukje geel dak rechts bovenin in het schilderij. De tentoonstelling werd in 1918 gehouden, France was nog springlevend, maar Proust vond het noodzakelijk wat drama te geven aan het werk van Vermeer.

## Literaire carrière
Anatole France begon zijn carrière  als dichter en journalist. In 1869 publiceerde  Le Parnasse Contemporain een van zijn gedichten, La Part de Madeleine. In 1875, was hij lid van het derde comité  dat Parnasse Contemporain samenstelde. Als journalist,  schreef hij vanaf 1867, een groot aantal artikelen. Hij werd beroemd met de roman Le Crime de Sylvestre Bonnard (1881). De hoofdpersoon,  de sceptische, oude geleerde Sylvester Bonnard, stond voor France zelf.  De roman werd geprezen om zijn elegante proza en onderscheiden met een prijs van Académie française.
In 1889/90 schrijft hij zijn eerste historische roman, Thaïs. Thais speelt in het kosmopolitische Alexandrië van de 4e eeuw en gaat over een ascetische monnik die de heidense courtisane Thaïs probeert te bekeren. Daarbij komt hij echter zelf tot het inzicht dat het afzien van het genot van de zintuigen niet door god gewild is. De roman is in 1894 door Jules Massenet als opera, Thaïs, opgevoerd.
In La Rotisserie de la Reine Pedauque (1893) maakte Anatole France het geloof in het occulte belachelijk en in Les Opinions de Jerome Coignard (1893), legde France de sfeer van het fin de siècle vast.
France werd lid van de Académie française in 1896. 
France speelde een belangrijke rol in de  Dreyfusaffaire. Hij ondertekende het manifest van Émile Zola dat opriep tot steun voor Alfred Dreyfus, een joodse legerofficier die ten onrechte veroordeeld was voor spionage. France schreef over de affaire in zijn roman van 1901 Monsieur Bergeret.
Een van France's latere romans is Penguin Eiland (L'Île des Pingouins) (1908) waarin hij de menselijke natuur belachelijk maakt door een beschrijving van een transformatie van pinguïns in mensen als ze door de slechtziende pater Mael gedoopt worden. Les dieux ont soif (1912) is een roman, die in Parijs speelt tijdens de Franse Revolutie, over een overtuigd aanhanger van Robespierre en zijn aandeel in de bloedige gebeurtenissen tijdens het Terreur (Franse Revolutie) regiem van 1793-94. Het is een waarschuwing tegen politiek en ideologisch fanatisme. La Revolte des Anges (1914) wordt vaak beschouwd als een van Frankrijks meest diepzinnige romans. Hij vertelt het verhaal van Arcade, de beschermengel van Maurice d'Esparvieu. Arcade wordt verliefd en sluit zich aan bij de revolutionaire beweging van engelen en begrijpt, aan het eind van de roman, dat een omverwerping van god zinloos is, tenzij we in onszelf de volksmenners vernietigen.
Hij ontving de Nobelprijs voor Literatuur in 1921. Hij stierf in 1924 en werd begraven op het kerkhof van Neuilly-sur-Seine vlak bij Parijs.
Op 31 mei 1922 werd het gehele werk van France's op de Index Librorum Prohibitorum (Index van verboden boeken) van de  Rooms-Katholieke Kerk geplaatst. Hij beschouwde dat als een eer. De index werd afgeschaft in 1966.

## Over Anatole France
- George Brandes, Anatole France, Berlijn, 1928
- Dushan Bresky, The art of Anatole France, Den Haag, 1969
- Theo Kars, De valse baard van Anatole France: Een niet-officiële biografie, Amsterdam, 1975
- Charles de Trooz, Anatole France, Hasselt, 1958

## Galerij

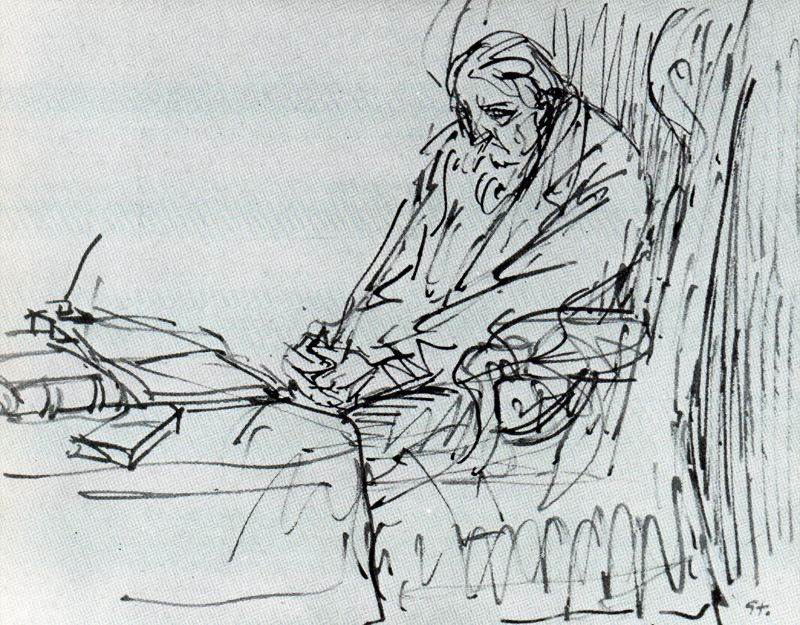
Anatole France door Théophile-Alexandre Steinlen
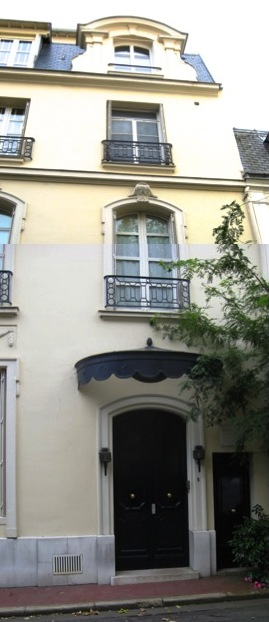
France's home, 5 Villa Said, 1894-1924
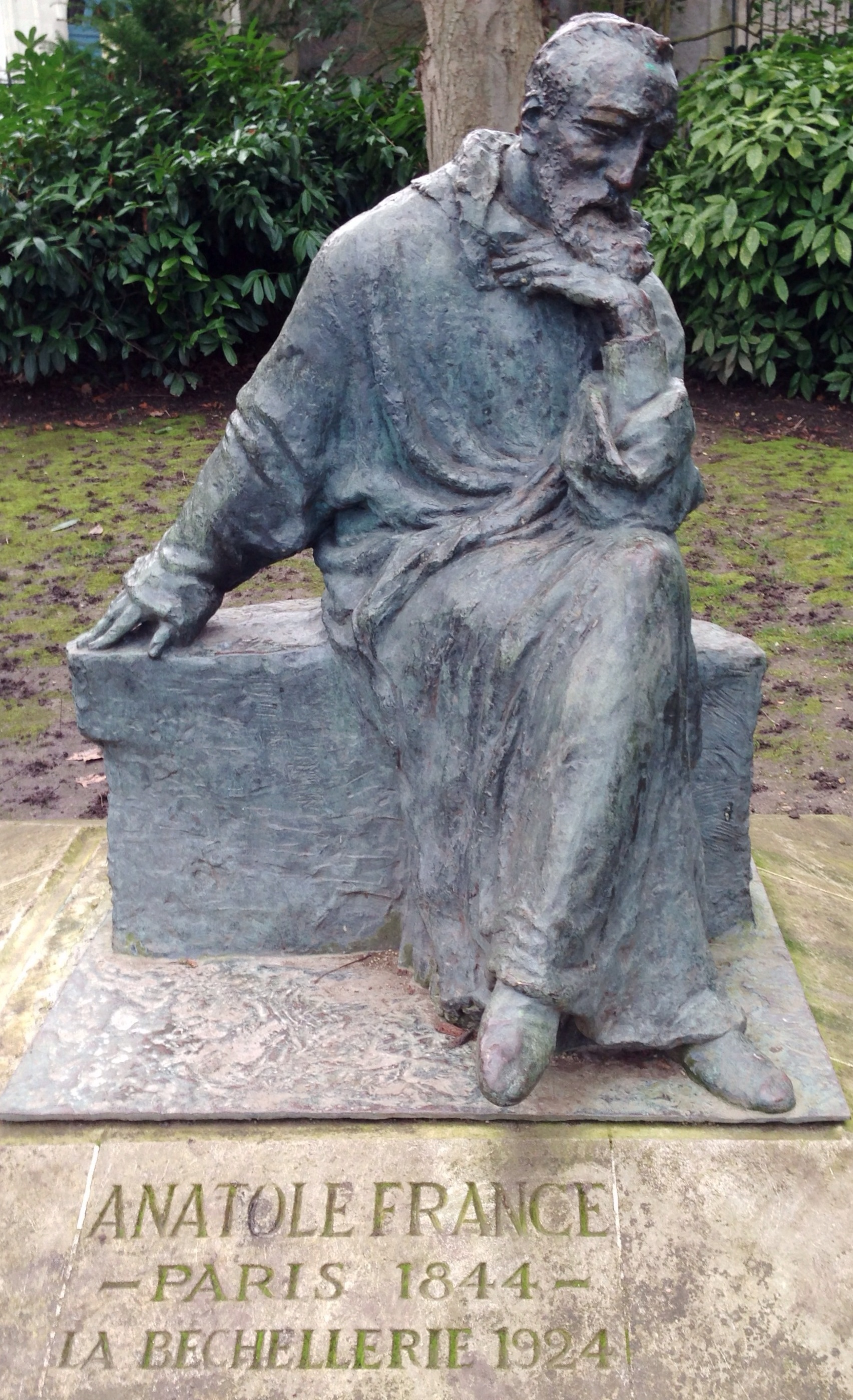
"Anatole France", door François-Léon Sicard in het Parc de la Préfecture, Tours

## Voetnoten
1. ↑  Halsall, Paul, Modern History Sourcebook: Index librorum prohibitorum, 1557–1966 (Index of Prohibited Books). Internet History Sourcebooks Project (Fordham University) (May l, 1998). Gearchiveerd op 30 augustus 2014.
2. ↑  Current Opinion, September 1922, p. 295.
3. ↑  Niet: pinguïns, vgl. catalogus KB Den Haag

- Bibsys: 90128751
- Biblioteca Nacional de Chile: 000077207
- Biblioteca Nacional de España: XX878733
- Bibliothèque nationale de France: cb11886331w (data)
- Catàleg d'autoritats de noms i títols de Catalunya: 981058519984206706
- CiNii: DA0045925X
- Digitale Bibliotheek voor de Nederlandse Letteren: fran157
- Gemeinsame Normdatei: 118692445
- International Standard Name Identifier: 0000 0001 2118 4329
- KulturNav: 99309d82-8e4e-4754-90a6-4d078dcac52a
- Library of Congress Control Number: n80045853
- Nationale Bibliotheek van Letland: 000003144
- Base Léonore: LH//2589/1
- MusicBrainz: 491de47d-8782-4a93-bb7b-a7f1893e9d6b
- Bibliotheek van het Japanse parlement: 00439974
- Nationale Bibliotheek van Tsjechië: jn19981001227
- Nationale bibliotheek van Australië: 35098050
- Nationale Bibliotheek van Israël: 987007261112405171
- Nationale Bibliotheek van Polen: a0000001202034
- Nationale en Universitaire bibliotheek Zagreb: 000047582
- Nederlandse Thesaurus van Auteursnamen: 067832423
- RKD-Nederlands Instituut voor Kunstgeschiedenis: 113293
- Istituto Centrale per il Catalogo Unico: CFIV012402
- LIBRIS: 187299
- SNAC: w6fn1788
- Système universitaire de documentation: 026656310
- Trove: 825930
- Virtual International Authority File: 4925052
- WorldCat: E39PBJcWpChDjV8gqyr6rjhJXd

1901: Prudhomme ·
1902: Mommsen ·
1903: Bjørnson ·
1904: Mistral, Echegaray ·
1905: Sienkiewicz ·
1906: Carducci ·
1907: Kipling ·
1908: Eucken ·
1909: Lagerlöf ·
1910: Heyse ·
1911: Maeterlinck ·
1912: Hauptmann ·
1913: Tagore ·
1915: Rolland ·
1916: Heidenstam ·
1917: Gjellerup, Pontoppidan ·
1919: Spitteler ·
1920: Hamsun ·
1921: France ·
1922: Benavente ·
1923: Yeats ·
1924: Reymont ·
1925: Shaw ·
1926: Deledda ·
1927: Bergson ·
1928: Undset ·
1929: Mann ·
1930: Lewis ·
1931: Karlfeldt ·
1932: Galsworthy ·
1933: Boenin ·
1934: Pirandello ·
1936: O'Neill ·
1937: Gard ·
1938: Buck ·
1939: Sillanpää ·
1944: Jensen ·
1945: Mistral ·
1946: Hesse ·
1947: Gide ·
1948: Eliot ·
1949: Faulkner ·
1950: Russell ·
1951: Lagerkvist ·
1952: Mauriac ·
1953: Churchill ·
1954: Hemingway ·
1955: Laxness ·
1956: Jiménez ·
1957: Camus ·
1958: Pasternak ·
1959: Quasimodo ·
1960: Perse ·
1961: Andrić ·
1962: Steinbeck ·
1963: Seferis ·
1964: Sartre (geweigerd) ·
1965: Sjolochov ·
1966: Agnon, Sachs ·
1967: Asturias ·
1968: Kawabata ·
1969: Beckett ·
1970: Solzjenitsyn ·
1971: Neruda ·
1972: Böll ·
1973: White ·
1974: Johnson, Martinson ·
1975: Montale ·
1976: Bellow ·
1977: Aleixandre ·
1978: Singer ·
1979: Elýtis ·
1980: Miłosz ·
1981: Canetti ·
1982: García Márquez ·
1983: Golding ·
1984: Seifert ·
1985: Simon ·
1986: Soyinka ·
1987: Brodsky ·
1988: Mahfoez ·
1989: Cela ·
1990: Paz ·
1991: Gordimer ·
1992: Walcott ·
1993: Morrison ·
1994: Oë ·
1995: Heaney ·
1996: Szymborska ·
1997: Fo ·
1998: Saramago ·
1999: Grass ·
2000: Gao ·
2001: Naipaul ·
2002: Kertész ·
2003: Coetzee ·
2004: Jelinek ·
2005: Pinter ·
2006: Pamuk ·
2007: Lessing ·
2008: Le Clézio ·
2009: Müller ·
2010: Vargas Llosa ·
2011: Tranströmer ·
2012: Mo ·
2013: Munro ·
2014: Modiano ·
2015: Aleksijevitsj ·
2016: Dylan ·
2017: Ishiguro ·
2018: Tokarczuk ·
2019: Handke ·
2020: Glück ·
2021: Gurnah ·
2022: Ernaux ·
2023: Fosse ·
2024: Kang ·